# 女性の射精
女性の射精（じょせいのしゃせい）とは、女性のオーガズム中またはオーガズム前に、尿道の下端にあるスキーン腺から液体が排出される現象である。潮吹きとしても知られるが、研究によると女性の射精と潮吹きは異なる現象であり、潮吹きは部分的に膀胱から出て尿を含む液体が突然排出されることに起因すると考えられている。

## 概要
性行為中に膣から出る分泌物や尿道から出る液体を女性の射精と呼ぶのが一般的であり、文献において重大な混乱を招いている。この液体がスキーン腺から尿道やその周囲に分泌されるかどうかも議論のテーマとなっている。液体の正確な発生源と性質は医療専門家の間で依然として議論の余地があり、 Gスポットの存在に対する疑問に関連しているが、スキーン腺が女性の射精における液体の発生源であることを示す証拠がある 。しかし、女性の射精の機能は依然として不明である。また、女性の射精は生理学的に性交失禁とは異なるが、しばしば混同される。
女性の射精に関する研究は少なく、科学界が共通の定義と研究方法論を採用できなかったことが、実験データの不足の主な原因となっている。研究は、少数の参加者、狭いケーススタディ、または非常に小さなサンプルサイズに悩まされており、その結果、まだ重要な結果は得られていない。体液の組成に関する研究の多くは、体液が尿であるか、尿を含んでいるかを判断することに焦点を当てている。